# جوزپه آماتو
جوزپه آماتو (ایتالیایی: Giuseppe Amato؛ ‏ ۲۴ اوت ۱۸۹۹ – ۳ فوریهٔ ۱۹۶۴) کارگردان، تهیه‌کننده فیلم و فیلم‌نامه‌نویس اهل ایتالیا بود.

## فیلم‌شناسی
- رم، شهر بی‌دفاع
- اومبرتو دی
- واکسی
- زندگی شیرین
- روسینی
- شام دلقک
- کلاه سه‌گوش
- کاستا دیوا
- نغمه‌های جاویدان
- حقایق قتل